# Anisat blanc

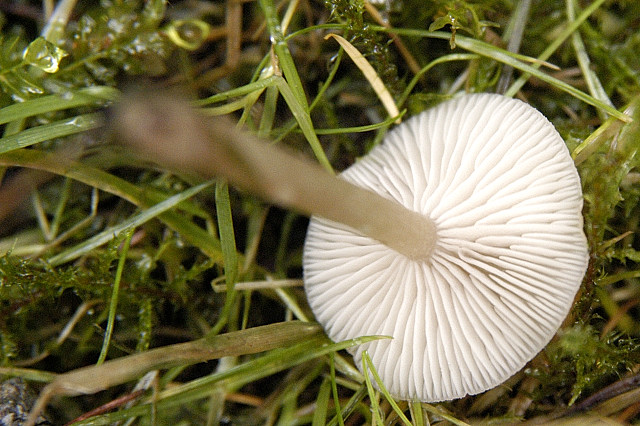
Exemplar fotografiat a Bèlgica

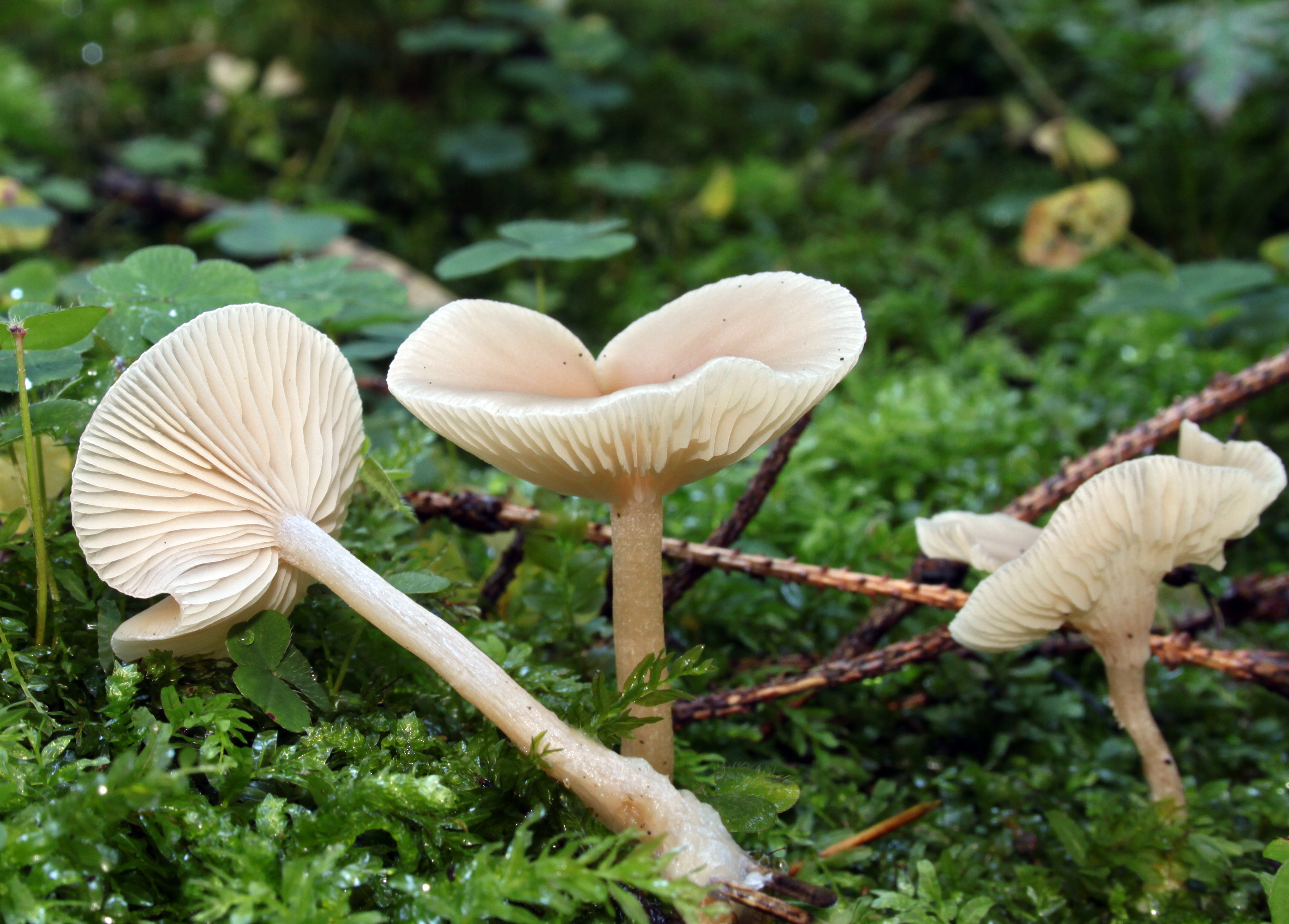
Exemplars del sud d'Alemanya

L'anisat blanc (Clitocybe fragrans) és una espècie de bolet agarical de la família de les clitocibàcies (Clitocybaceae). Conté muscarina, una molècula psicoactiva.

## Descripció
- El barret, i en temps humit, és de color banya clar o ocraci pàl·lid i higròfan, mentre que, en assecar-se, és de color blanc pur. El marge presenta estries translúcides en els exemplars ben hidratats. Centre lleument umbilicat i de carn prima. Fa 2-4 cm de diàmetre.
- Les làmines són blanquinoses, una mica denses i lleugerament decurrents.
- El peu és del mateix color que el barret, amb toment miceliar blanc a la base.
- Olor clarament anisada, però menys forta que a Clitocybe odora.
- El color de l'esporada és no amiloide, d'un blanc pur (tot i que hi ha autors que descriuen esporades vermelloses) i les espores són ovals i fan 6,5-8,5 x 3,5-4,5 micròmetres.[2][3][4][5]

## Hàbitat
És un bolet poc comú que apareix entre el setembre i el novembre (desembre a Califòrnia) als llocs herbosos i als boscos.

## Distribució geogràfica
Es troba a Nord-amèrica i Europa (incloent-hi Gran Bretanya i Irlanda).

## Confusions amb altres espècies
Es diferencia d'altres congèneres de color clar per l'olor d'anís. Alguns autors separen Clitocybe fragrans i Clitocybe suaveolens. La bibliografia moderna els ha reunit, la qual cosa resulta raonable, ja que fins ara no s'ha pogut trobar cap diferència significativa. Les formes blanquinoses i pàl·lides de Clitocybe odora tenen un aspecte més robust i el barret umbilicat.

## Propietats medicinals
Té un efecte antitumoral, ja que els polisacàrids extrets del seu miceli i administrats per via intraperitoneal a ratolins blancs en una dosi de 300 mg per kg han demostrat inhibir el creixement d'alguns tipus de sarcomes i càncers en un 80%.

## Efecte tòxic
L'any 1974 es va descobrir que aquest bolet contenia muscarina, la qual actua sobre el sistema nerviós.